# Apicia molusaria
Apicia molusaria là một loài bướm đêm trong họ Geometridae.